# کراسنوگورسک، مسکو
شهر کراسنوگورسک (به روسی: Красногорск) در کشور روسیه و در استان مسکو واقع شده است.
این شهر همراه با دو روستای مجاور خود به نام‌های گالیووا و ایوانوسکائه حومه‌ای شهری را به وجود می‌آورند.
براساس سرشماری ۲۰۲۱، جمعیت این شهر ۱۸۷٬۶۳۴ نفر می‌باشد.
این شهر در حومه رود موسکوا واقع شده است.
این شهر از طریق شمال غربی و از فاصله ۲۲ کیلومتری به مرکز شهر مسکو متصل می‌شود.

## تاریخچه
در سال ۱۹۳۲ یک سکونتگاه شهری در اینجا ایجاد شد که در ۱۹۴۰ مبدل به شهر شد.

### حمله تروریستی ۲۰۲۴

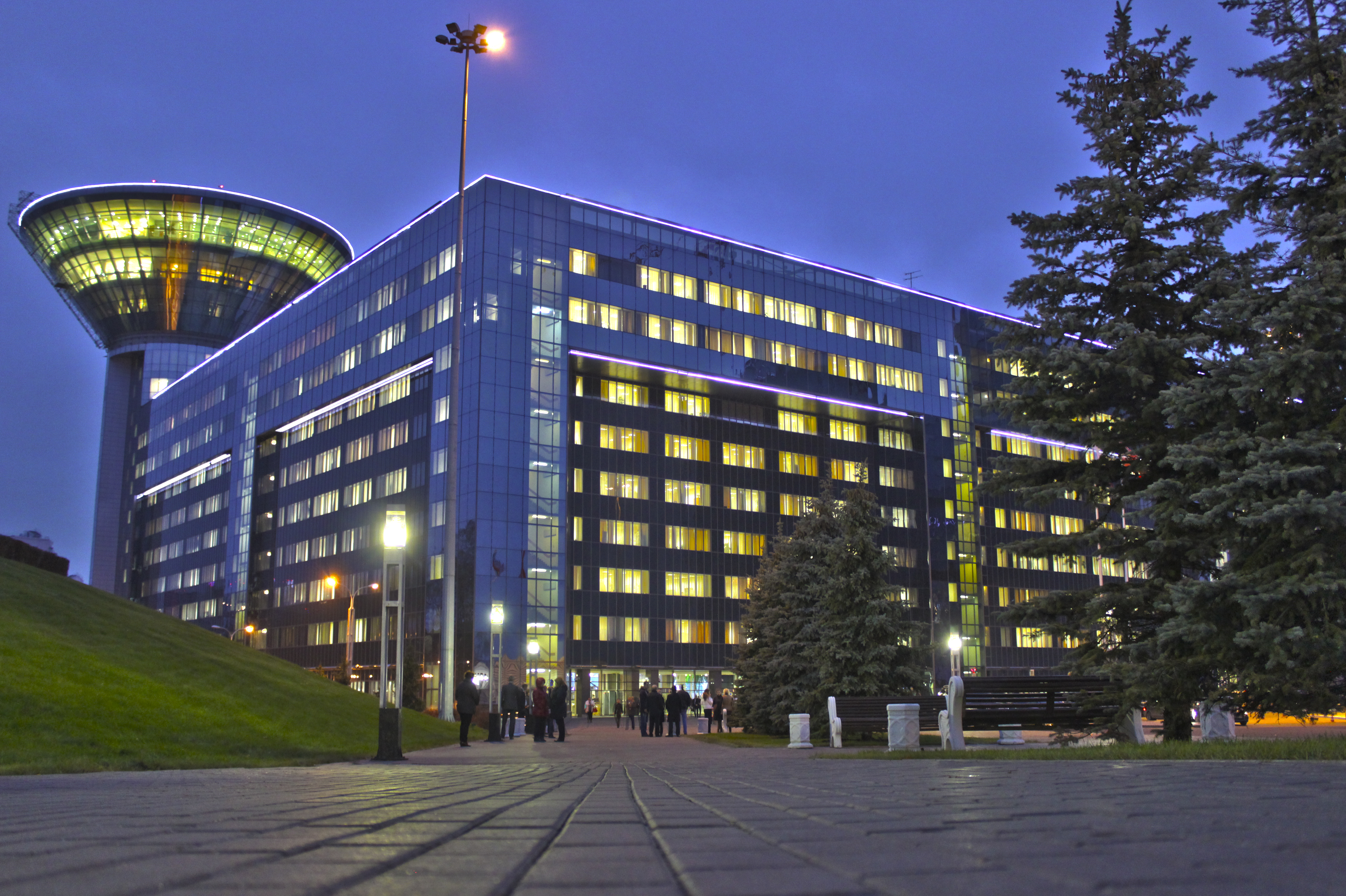

در ۲۲ مارس ۲۰۲۴، تروریست‌ها در یک حمله هماهنگ به محل اجرای موسیقی تالار کروکوس سیتی در کراسنوگورسک، با شلیک گلوله و انفجار مواد منفجره بیش از ۱۳۳ نفر را کشتند و صدها نفر را مجروح کردند. داعش خراسان، وابسته به شعبه داعش در آسیای مرکزی-جنوب، مسئولیت آن را بر عهده گرفت.

## شهرهای خواهرخوانده
کراسنوگورسک خواهرخوانده است با:
- آنتیب، فرانسه
- خویرله، هلند
- هواشتات ان در آیش، آلمان
- اسلیونیتسا، بلغارستان
- توکومس، لتونی
- وانگروویتس، لهستان